# Bolivianische Fingerratte

Verbreitungsgebiet der Bolivianischen Fingerratte

Die Bolivianische Fingerratte (Dactylomys boliviensis)  ist ein im nordwestlichen Südamerika verbreitetes Nagetier in der Gattung der Fingerratten. Die Population wurde noch bis etwa 1990 in die Amazonas-Fingerratte (Dactylomys dactylinus) eingeordnet.

## Merkmale
Dieses große Nagetier erreicht eine Kopf-Rumpf-Länge von 270 bis 290 mm, der Schwanz ist etwa 410 mm lang und das Gewicht liegt bei 600 g. In das gesprenkelte graubraune Haar mit olivfarbenen Tönen der Oberseite sind auf dem Rücken einige schwarze Haare eingemischt, die an den Flanken fehlen, so dass diese heller sind. Zusätzlich ist im Gegensatz zur Amazonas-Fingerratte dunklerer Aalstrich vorhanden, dessen Haare an den Wurzeln schwarz, in der Mitte braun und an den Spitzen schwarz sind. Im allgemein grauen Gesicht kommt ein länglicher olivfarbener Fleck vor, der bei manchen Exemplaren aufgrund schwarzer Haarabschnitte dunkel ist. Dieser ist mit Haaren umgeben, die mit einem weißen Abschnitt heller sind. Die Vibrissen sind mit etwa 80 mm Länge kürzer als bei der Amazonas-Fingerratte. Unterseits ist das Fell weißlich und das gesamte Fell ist, trotz Zugehörigkeit zu den Stachelratten, weich. Die Bolivianische Fingerratte hat nur auf den ersten 65 mm des Schwanzes sichtbare braunschwarze Haare. Ansonsten sind die Haare des Schwanzes kurz, fein und unscheinbar. Sie werden zur Spitze hin heller. Die Schuppen des Schwanzes sind nicht wie bei der Amazonas-Fingerratte deutlich fünfeckig. Der fast nackte Teil des Schwanzes ist oberseits dunkel und unterseits hell. An den Vorderpfoten sind der zweite und der dritte Finger am längsten. Alle vier Finger tragen Nägel. Das Nagetier hat einen verkürzten ersten Zeh am Fuß und weitere vier Zehen. Die Anzahl der Chromosomen im diploiden Chromosomensatz ist mit 118 (2n=118) auffällig groß.

## Verbreitung
Die Bolivianische Fingerratte lebt östlich der Anden vom zentralen Peru bis zum zentralen Bolivien und in angrenzenden Gebieten Brasiliens. Sie hält sich im Hügel- und Bergland bis 1000 Meter Höhe auf. Die Amazonas-Fingerratte ist in der Region auf das Flach- und Hügelland beschränkt. Die Art bewohnt Wälder mit Bambus als Unterwuchs oder Lichtungen mit Bambus und ist oft in der Nähe von Wasserläufen zu finden. Diese Fingerratte ist für den Gebirgsregenwald (Yungas) typisch.

## Lebensweise
Die Exemplare klettern in Bäumen und haben einen Stakkato-Ruf. Sie sind von der Abenddämmerung bis etwa eine Stunde vor der Morgendämmerung aktiv. Am Tage ruhen sie im dichten Gestrüpp aus Blättern und Kletterpflanzen. Einige Bolivianische Fingerratten wurden in Palmen der Gattung Attalea in 10 bis 25 Meter Höhe registriert. Das Tier bewegt sich langsam mit einer Geschwindigkeit von etwa 18 m/h und die Färbung stellt eine gute Tarnung dar. So legt es 45 bis 68 Meter pro Nacht zurück. Bis zu drei Verstecke sind in einem bis zu 23 Hektar großen Revier verteilt. Der Ruf dieser Art wird oft mit Froschlauten verwechselt. Wenn die Exemplare rufen, sitzen sie auf einer Astgabel oder einer Kletterpflanze und der erste Teil des Schwanzes ist nach oben gerichtet, worauf der Rest herabhängt. Die Rufe sind meist aus 15 bis 25 Einzellauten und maximal 45 Lauten zusammengesetzt. Die Schreie zur Kommunikation über lange Abstände haben eine höhere Frequenz als Rufe zu in der Nähe befindlichen Artgenossen. Bei Letzteren ist die Serie bis zu 20 Minuten lang. Ein Männchen war das einzige Tier, das in seinem Revier Rufe über lange Strecken benutzte. Zur Markierung des Reviers wird auch eine Drüse am Brustbein eingesetzt.
Die Nahrung besteht fast ausschließlich aus weichen Teilen von Bambusstengeln. Wenige Exemplare fraßen Bambusblätter. Zur Fortpflanzung ist fast nichts bekannt. Im Juli wurde ein trächtiges Weibchen mit zwei Embryos registriert. Laut einer Ultraschalluntersuchung wogen diese vermutlich 74 bis 82 g und standen kurz vor der Geburt.

## Gefährdung
Regional kann sich die Rodung von Bambuswäldern negativ auswirken. Im Jahr 2016 gab es noch ausreichend passende Habitate. Die IUCN listet die Bolivianische Fingerratte als nicht gefährdet (least concern).